# Episodi di Homeland - Caccia alla spia (prima stagione)
La prima stagione della serie televisiva Homeland - Caccia alla spia (Homeland), composta da 12 episodi, è stata trasmessa in prima visione assoluta negli Stati Uniti d'America dal canale via cavo Showtime dal 2 ottobre al 18 dicembre 2011. Prima del debutto televisivo, l'episodio pilota era stato distribuito online dal 13 settembre 2011.
In Italia, la stagione è andata in onda in prima visione sul canale satellitare Fox dal 6 febbraio al 16 aprile 2012. L'episodio pilota è stato trasmesso in chiaro il 21 aprile 2012 su Cielo. I restanti episodi sono stati trasmessi in chiaro dal 26 agosto al 30 settembre 2018 sul 20.
Il cast principale di questa stagione è formato da: Claire Danes, Damian Lewis, Morena Baccarin, David Harewood, Diego Klattenhoff, Jackson Pace, Morgan Saylor e Mandy Patinkin.
| nº | Titolo originale     | Titolo italiano          | Prima TV USA     | Prima TV Italia  |
| -- | -------------------- | ------------------------ | ---------------- | ---------------- |
| 1  | Pilot                | Eroe di guerra           | 2 ottobre 2011   | 6 febbraio 2012  |
| 2  | Grace                | Sorvegliato speciale     | 9 ottobre 2011   | 6 febbraio 2012  |
| 3  | Clean Skin           | Insospettabile           | 16 ottobre 2011  | 13 febbraio 2012 |
| 4  | Semper I             | L'incontro               | 23 ottobre 2011  | 20 febbraio 2012 |
| 5  | Blind Spot           | Faccia a faccia          | 30 ottobre 2011  | 27 febbraio 2012 |
| 6  | The Good Soldier     | La macchina della verità | 6 novembre 2011  | 5 marzo 2012     |
| 7  | The Weekend          | Il weekend               | 13 novembre 2011 | 12 marzo 2012    |
| 8  | Achilles Heel        | Tallone d'Achille        | 20 novembre 2011 | 19 marzo 2012    |
| 9  | Crossfire            | Fuoco incrociato         | 27 novembre 2011 | 26 marzo 2012    |
| 10 | Representative Brody | Un nuovo incarico        | 4 dicembre 2011  | 2 aprile 2012    |
| 11 | The Vest             | Il giubbotto             | 11 dicembre 2011 | 9 aprile 2012    |
| 12 | Marine One           | Tiratore scelto          | 18 dicembre 2011 | 16 aprile 2012   |

## Eroe di guerra
- Titolo originale: Pilot
- Diretto da: Michael Cuesta
- Scritto da: Howard Gordon, Alex Gansa e Gideon Raff

### Trama
Il sergente dei Marines Nicholas Brody, dopo otto anni di prigionia in Iraq, viene liberato dai reparti speciali dei Navy Seals e riportato in America come eroe nazionale. L'agente della CIA Carrie Mathison sospetta però che il ritorno abbia a che fare con un piano ben studiato dal leader terrorista Abu Nazir per attaccare gli Stati Uniti. Mathison ritiene infatti che Brody, durante la prigionia, si sia convertito alla fede islamica più radicata e abbia in programma un attentato terroristico contro le più alte cariche del governo. Per questo motivo cerca di convincere i suoi superiori a metterlo sotto sorveglianza.
- Durata: 56 minuti
- Guest star: Jamey Sheridan (William Walden), Navid Negahban (Abu Nazir), David Marciano (Virgil Piotrowski), Maury Sterling (Max Piotrowski), Nestor Serrano (Maggior generale Tony Trujillo), Afton Williamson (Helen Walker).
- Ascolti USA: telespettatori 1 080 000[5]

## Sorvegliato speciale
- Titolo originale: Grace
- Diretto da: Michael Cuesta
- Scritto da: Alex Gansa (soggetto), Alexander Cary (sceneggiatura)

### Trama
Carrie può portare avanti la sorveglianza del sergente Nicholas Brody per altre quattro settimane, grazie a un ordine della corte. Ma l'attività non ha previsto telecamere all'interno del suo garage, dove Brody inizia segretamente il suo rito di preghiera islamica. Carrie nel frattempo riceve informazioni da un'infiltrata riguardo un incontro segreto fra Abu Nazir e il Principe dell'Arabia Saudita. Intanto l'amico fraterno Mike, anche lui nei Marines (che durante l'assenza di Brody ha avuto una relazione con sua moglie, Jessica), riceve l'ordine dai superiori di convincere Brody a rilasciare interviste alla stampa, propaganda necessaria ai fini della guerra: inizialmente il sergente si rifiuta, ma in seguito decide di indossare la divisa e "recitare" la parte dell'eroe.
- Durata: 51 minuti
- Guest star: David Marciano (Virgil Piotrowski), Maury Sterling (Max Piotrowski), Navid Negahban (Abu Nazir), Amy Hargreaves (Maggie Mathison), Scott Bryce (Maggiore Foster), Amir Arison (Principe Farid Bin Abbud), Brianna Brown (Lynne Reed), Melissa Benoist (Stacy Moore), Alok Tewari (Latif Bin Walid), Michael McKean (Giudice Jeffrey Turner).
- Ascolti USA: telespettatori 940 000[6]

## Insospettabile
- Titolo originale: Clean Skin
- Diretto da: Dan Attias
- Scritto da: Chip Johannessen

### Trama
L'adattamento di Brody all'interno della sua famiglia, dopo un inizio turbolento, finalmente procede per il verso giusto. In concomitanza con un'intervista familiare, Dana (la figlia maggiore) rivela alla madre di sapere della sua storia con Mike. La donna prega la figlia di tacere, ma la ragazza è determinata a rivelare la verità e solamente un discorso del padre le farà cambiare idea per il bene della famiglia. L'escort Lynne Reed (amica di Carrie e convinta dalla stessa) copia i dati dal cellulare del Principe Farid Bin Abbud che quasi la scopre, ma invece subito dopo le regala una preziosa collana di diamanti. La CIA nel frattempo analizza i dati copiati da Lynne cercando delle informazioni su una possibile transazione di denaro con Abu Nazir, non trovando però nulla. Non avendo un team che protegga Lynne, Carrie, insieme all'amico Virgil, cerca di rintracciare la ragazza e farle da supporto per un misterioso incontro cui la ragazza è obbligata ad andare con un amico del Principe Farid. Ma i due arrivano tardi e trovano Lynne uccisa in un vicolo. L'assassino di Lynne l'ha derubata della preziosa collana di diamanti e, come ipotizza Saul Berenson (superiore di Carrie), questa potrebbe essere la famosa "transazione" che cercavano, che però non coinvolge il Principe, alquanto provato dalla morte della escort. Il ricavato della vendita della collana si scoprirà essere usato da una giovane coppia per acquistare una casa in prossimità di un aeroporto.
- Durata: 50 minuti
- Guest star: David Marciano (Virgil Piotrowski), Maury Sterling (Max Piotrowski), Navid Negahban (Abu Nazir), Lawrence O'Donnell (Lawrence O'Donnell), Amir Arison (Principe Farid Bin Abbud), Alok Tewari (Latif Bin Walid), Omid Abtahi (Raqim Faisel), Marin Ireland (Aileen Morgan), Gaby Hoffmann (Produttrice CNN), Brianna Brown (Lynne Reed), Melissa Benoist (Stacy Moore).
- Ascolti USA: telespettatori 1 080 000[7]

## L'incontro
- Titolo originale: Semper I
- Diretto da: Jeffrey Nachmanoff
- Scritto da: Howard Gordon e Alex Gansa

### Trama
Brody allude, sia in presenza dell'amico Mike che della moglie, al rapporto "speciale" che i due hanno maturato durante gli anni della sua assenza, facendo così sospettare ai due di aver intuito la loro relazione segreta. Nel frattempo l'immagine pubblica di Brody è sempre più in ascesa, a tal punto che qualcuno comincia a pensare a una sua possibile carriera politica. Nel frattempo, non avendo trovato prove che incastrino Brody, Carrie è costretta a rimuovere tutte le telecamere nascoste nella sua casa, essendo scaduto il permesso per spiarlo. Durante l'operazione di rimozione, Carrie si reca nel garage, dove non c'erano telecamere, e trova il tappetino usato per la preghiera e la ciotola che Brody usa per il rituale di purificazione prima della preghiera, senza però intuire alcuna connessione tra gli oggetti. Nel frattempo a Langley, quartier generale della CIA, seguendo le tracce della collana rubata a Lynne, la CIA individua una cinquantina di sospettati che, entrando in una lavanderia posta sotto sorveglianza, possono aver ritirato il denaro della vendita del gioiello. Tra questi c'è Raqim Faisel, proprio l'uomo che ha comprato con la moglie l'abitazione nei pressi dell'aeroporto. Carrie e il collega Danny lo seguono in auto, ma l'uomo non si ferma a casa, avendo visto la bandiera americana esposta a una delle sue finestre, cioè il messaggio in codice della moglie, tempestivamente avvisata da una telefonata che gli segnala che l'uomo è seguito. Questo gli consente di uscire dalla lista dei sospettati. Nel frattempo il comportamento di Brody, che uccide un cervo nel parco di casa sparandogli durante una cena tra amici, allarma Jessica che gli suggerisce di andare in terapia, se non vuole che il loro rapporto finisca. Il giorno seguente Brody si reca a un incontro di supporto per veterani, dove si imbatte in Carrie che finge di essere lì accidentalmente (in realtà seguiva Brody) e, prima di andar via, con una breve chiacchierata instaura una connessione tra loro, grazie alla comune esperienza sul campo di guerra.
- Durata: 51 minuti
- Guest star: David Marciano (Virgil Piotrowski), Maury Sterling (Max Piotrowski), Navid Negahban (Abu Nazir), Scott Bryce (Maggiore Foster), Omid Abtahi (Raqim Faisel), Marin Ireland (Aileen Morgan), Hrach Titizian (Danny Galvez), Annika Boras (Amica di Jessica), Alok Tewari (Latif Bin Walid).
- Ascolti USA: telespettatori 1 110 000[8]

## Faccia a faccia
- Titolo originale: Blind Spot
- Diretto da: Clark Johnson
- Scritto da: Alexander Cary

### Trama
La CIA prende in custodia Afsal Hamid, unico sopravvissuto al raid in Iraq dei Navy Seals in occasione del salvataggio del sergente Brody. Durante l'interrogatorio effettuato da Saul, Brody deve assistere per fornire alla CIA informazioni utili a convincere l'uomo a parlare dei piani di Abu Nazir. Brody comunica a Carrie che l'uomo in custodia era il suo guardiano da cui ha subito innumerevoli vessazioni nel corso della prigionia. Dopo essere stato lasciato nella stanza dell'interrogatorio, privato a lungo del sonno, Afsal Hamid, stremato e con l'intento di proteggere la famiglia, fornisce a Carrie e Saul un indirizzo e-mail dal quale passava dei messaggi e si riserva di fornire altre informazioni, nell'attesa che la sua famiglia venga portata al sicuro. L'indirizzo e-mail conduce nuovamente la CIA sulle tracce del professore universitario Raqim Faisel, che in precedenza avevano seguito in macchina senza risultati, ma l'uomo nel frattempo è sparito senza lasciare traccia. Il sergente Brody si reca da David Estes, Direttore del Reparto Antiterrorismo della CIA, e lo convince a fargli incontrare l'uomo tenuto in custodia per avere un faccia a faccia con lui dopo gli anni di prigionia, in modo da andare avanti con la sua vita e chiudere con il passato. Durante l'incontro però, i due si azzuffano cadendo a terra, per poi essere prontamente separati dalle guardie. L'incontro con Afsal Hamid, di cui Brody ovviamente non può informare la famiglia per motivi di segretezza, non consente al sergente di assistere a una gara di karate del figlio Chris: il ragazzo, deluso dall'assenza del padre, è accompagnato alla gara da Mike che, ancora una volta, si sostituisce a lui. La cosa provoca gelosia in Brody. In attesa dell'autorizzazione per entrare in casa del sospettato Raqim Faisel, Carrie riceve la notizia della morte di Afsal Hamid. L'uomo ha utilizzato un frammento di lama di rasoio per tagliarsi la gola. Fallito il tentativo di trovare Raqim Faisel nella sua abitazione nei pressi dell'aeroporto, Carrie si reca a casa di Saul, in quanto venuta a conoscenza dell'incontro tra Brody e Hamid: mostra a Saul il video dell'incontro tra i due e si dice certa che il sergente abbia fornito la lametta all'uomo con il pretesto del litigio, buttandosi a terra nell'unico "punto cieco" della stanza. Carrie e Saul litigano ancora una volta sulla questione di Brody, in quanto l'uomo continua a dire alla sua agente che, non avendo una prova effettiva del doppio gioco del sergente, non possono rivelare i loro sospetti ai superiori. 
- Durata: 56 minuti
- Guest star: David Marciano (Virgil Piotrowski), Maury Sterling (Max Piotrowski), Navid Negahban (Abu Nazir), Amy Hargreaves (Maggie Mathison), James Rebhorn (Frank Mathison), Waleed Zuaiter (Afsal Hamid), Hrach Titizian (Danny Galvez), Sarita Choudhury (Mira Berenson).
- Ascolti USA: telespettatori 1 280 000[9]

## La macchina della verità
- Titolo originale: The Good Soldier
- Diretto da: Brad Turner
- Scritto da: Henry Bromell

### Trama
Carrie propone di effettuare il test con la "macchina della verità" a tutte le persone venute in contatto con Afsal Hamid, tra cui anche Brody, in modo da incastrare finalmente il sergente per il suo doppio gioco, certa che l'uomo non superi il test. Nel frattempo le ricerche di Raqim Faisel procedono e Saul interroga una vicina di casa dell'uomo, che lo informa che Faisel viveva con una donna. Raqim e Aileen (questo il nome della moglie), in fuga, si recano in una baita tra i boschi, ma sono costretti a scappare precipitosamente quando notano la presenza di una bomba, il cui innesco è collegato all'apertura della porta dell'abitazione. Dopo aver capito di essere sotto la minaccia, oltre che della CIA, anche di al-Qaida, i due discutono sul da farsi ma, nonostante l'insistenza di Raqim a costituirsi, Aileen sembra essere determinata a continuare la fuga. A Langley intanto la donna viene identificata e, investigando sul suo passato, la CIA scopre che Aileen - tra gli altri posti - ha vissuto da bambina in Arabia Saudita per cinque anni. Nel frattempo si svolge la commemorazione di Tom Walker, compagno di missione di Brody in Iraq che lo stesso Brody ha segretamente ucciso con la tortura. Al ricevimento per Walker, Brody e Mike finiscono per fare a pugni dopo alcune battute su Jessica, quindi Brody lascia l'abitazione furioso. In serata il sergente chiama Carrie per sfogarsi, i due si ubriacano e, dopo che Carrie ha rivelato a Brody l'oggetto del test del poligrafo, finiscono per baciarsi e avere un rapporto sessuale in macchina. Nascosti in un motel, Raqim e Aileen vengono scoperti e, mentre la donna riesce a salvarsi scappando, Raqim muore sotto una raffica di colpi d'arma da fuoco. Brody effettua il test della verità il giorno successivo e passa brillantemente tutte le domande, compresa quella relativa alla lametta fornita ad Afsal Hamid, mentre Carrie, sconvolta per l'esito del test, non si dà pace e chiede di domandare al sergente se è mai stato infedele a sua moglie. Guardando nella telecamera, da cui Carrie lo sta osservando, Brody risponde di no, mentre il poligrafo segnala la sua risposta come veritiera. Brody viene dunque scagionato e Saul dice a Carrie di abbandonare i sospetti sul sergente. Ma la donna, pur sapendo che l'uomo sta mentendo e che in qualche modo ha ingannato il poligrafo, non può rivelare a Saul il suo coinvolgimento sessuale con il sergente. Nel parcheggio Carrie viene raggiunta da Brody che la invita a salire nella sua auto e i due si allontanano insieme. 
- Durata: 50 minuti
- Guest star: Hrach Titizian (Danny Galvez), Omid Abtahi (Raqim Faisel), Marin Ireland (Aileen Morgan), Sarita Choudhury (Mira Berenson), James Urbaniak (Larry), Sherman Howard (Chip Shooter Haigh), Afton C. Williamson (Helen Walker), Marc Menchaca (Lauder Wakefield), Jeremiah Birkett (Calhoun), Chris Chalk (Tom Walker), Reggie Austin (Matt), Jaden Harmon (Lucas Walker).
- Ascolti USA: telespettatori 1 330 000[10]

## Il weekend
- Titolo originale: The Weekend
- Diretto da: Michael Cuesta
- Scritto da: Meredith Stiehm

### Trama
Nel tentativo di fuggire, Aileen viene intercettata e arrestata in Messico, dove Saul la prende in custodia sperando che, nel corso del viaggio di ritorno, possa convincere la ragazza a rivelare il piano terroristico di cui fa parte. Nel frattempo Brody spiega a Carrie di avere bisogno di un po' di tempo lontano dalla famiglia. Lei allora lo porta nella sua baita di famiglia fuori città, dove i due trascorrono una giornata insieme, perfettamente a loro agio come una coppia di innamorati. Nel corso del viaggio, finalmente Aileen comincia ad aprirsi con Saul ed esprime il desiderio di una funzione religiosa musulmana per onorare degnamente il suo fidanzato Raqim. Accettata questa condizione, Aileen comincia a collaborare dicendo a Saul tutto ciò di cui è a conoscenza. Saul chiama il suo capo David Estes, riferendogli che il compito di Aileen era solamente quello di comprare una casa nei pressi dell'aeroporto e quindi ricevere un "visitatore" al quale semplicemente mostrare il tetto dell'abitazione. Ispezionando il tetto, gli agenti intuiscono che la casa è a una distanza tale da consentire a un cecchino di raggiungere il posteggio per l'atterraggio riservato all'elicottero presidenziale. Il giorno seguente, nella baita sul lago, Carrie preparando la colazione si tradisce involontariamente, menzionando la marca di tè preferita da Brody. Capendo che Carrie poteva conoscere la sua marca di tè preferita solo spiandolo, il sergente la accusa immediatamente. La donna cerca di ribaltare la situazione accusandolo a sua volta di essere un agente doppiogiochista al servizio di al-Qaida, rivelandogli tutti i suoi sospetti e quanto confidatole dalla sua fonte anni prima. Pur continuando a confermare la sua innocenza, Brody risponde a tutte le domande di Carrie e le spiega che si reca in garage per pregare essendosi convertito all'Islam, durante gli anni di prigionia. Inoltre le rivela di aver ucciso il suo amico Tom Walker perché obbligato dai suoi carcerieri e che non ha mai menzionato di aver incontrato Abu Nazir in quanto si vergognava di ammettere che si era in qualche modo avvicinato al terrorista. Proprio mentre Brody sta per andare via, offeso dalla situazione, Carrie riceve una telefonata da Saul che gli rivela che Aileen ha identificato il "visitatore" guardando una foto di Tom Walker. Questi, secondo Aileen, non solo è ancora vivo, ma sembra essere l'agente doppiogiochista incaricato dell'attentato al Presidente. Appena appresa la notizia, Carrie cerca di fermare Brody, scusandosi e rivelandogli che quello che c'è stato tra loro nel tempo trascorso insieme era vero. Ma l'uomo, sentendosi tradito, non la ascolta e la lascia in lacrime. Anche lui, una volta tornato a casa, si abbandona alle emozioni piangendo da solo.
- Durata: 60 minuti
- Guest star: Amy Hargreaves (Maggie Mathison), Hrach Titizian (Danny Galvez), Marin Ireland (Aileen Morgan).
- Ascolti USA: telespettatori 1 420 000[11]

## Tallone d'Achille
- Titolo originale: Achilles Heel
- Diretto da: Tucker Gates
- Scritto da: Chip Johannessen

### Trama
Tom Walker si aggira per le strade di Washington chiedendo l'elemosina ai passanti. Con questo pretesto, al semaforo si avvicina all'auto di un diplomatico saudita, Monsour Al-Zahrani, che gli lascia una banconota con all'interno l'indirizzo di un magazzino e una chiave. Dopo essere stato ancora una volta interrogato riguardo la morte del suo compagno Tom, Brody ritorna a casa dove si confronta con Jessica e affrontano finalmente il discorso sulla storia tra lei e Mike. Lui la perdona e i due si riappacificano. Saul intanto intuisce che il tallone d'Achille di Walker è la sua famiglia, poiché l'uomo telefona spesso a casa solamente per sentire la voce dei suoi cari nel messaggio sulla segreteria telefonica. Intanto il sergente Brody e la moglie vengono ufficialmente invitati dal consigliere capo del Vicepresidente, Elizabeth Gaines, al party dell'anno. Carrie finalmente rivela a Saul il rapporto avuto con il sergente Brody dopo aver concluso la sorveglianza su di lui, affermando però che tra loro non vi è più nulla. Al party, Elizabeth Gaines, in seguito allo scandalo in cui è coinvolto un politico, fa intuire a Brody che a breve il Vicepresidente proporrà lui come sostituto candidato per la stessa carica. Nel frattempo viene organizzata una task force per trovare Tom Walker. Così il telefono della sua vecchia abitazione viene messo sotto controllo. Dopo una prima telefonata irrintracciabile, l'uomo chiama nuovamente la moglie e, grazie alle parole della donna, la conversazione dura il tempo necessario a rintracciare la chiamata. Ma, sentendosi in colpa, la moglie lo avvisa che gli hanno teso una trappola. L'uomo fugge proprio quando una squadra dell'FBI arriva sul luogo del suo nascondiglio. Durante la fuga, Walker si rifugia in una moschea, dove la squadra dell'FBI uccide accidentalmente due uomini innocenti che erano lì a pregare. Dopo questo episodio, la CIA decide di rendere pubblico l'accaduto e accusare Walker di terrorismo. Nel frattempo, Walker utilizza la chiave ricevuta dal diplomatico saudita e si reca in un deposito dove trova un fucile di precisione. La mattina seguente Carrie si reca da Brody e lo informa, prima che la notizia sia di pubblico dominio, che lui non ha ucciso Tom in Iraq, ma che in realtà è proprio Walker il prigioniero di guerra doppiogiochista di cui parlava la sua fonte. In serata il diplomatico Monsour Al-Zahrani rientra in casa e trova Brody ad aspettarlo: il sergente furioso lo aggredisce perché gli uomini di Abu Nazir gli avevano fatto credere di aver ucciso il suo amico Tom Walker in Iraq e pertanto dice al diplomatico di riferire ad Abu Nazir di aver chiuso con lui. Si intuisce così che anche Brody fa parte del piano cospiratorio di Abu Nazir. I sospetti di Carrie erano fondati.
- Durata: 50 minuti
- Guest star: Linda Purl (Elizabeth Gaines), Sarita Choudhury (Mira Berenson), Joe Urla (Deputato Richard Johnson), Sammy Sheik (Imam Rafan Gohar), Afton C. Williamson (Helen Walker), Chris Chalk (Tom Walker), Hrach Titizian (Danny Galvez), Reggie Austin (Matt), Jaden Harmon (Lucas Walker), Ramsey Faragallah (Mansour Al-Zahrani), Billy Smith (Agente speciale Hall).
- Ascolti USA: telespettatori 1 200 000[12]

## Fuoco incrociato
- Titolo originale: Crossfire
- Diretto da: Jeffrey Nachmanoff
- Scritto da: Alexander Cary

### Trama
Brody, uscito da un supermercato, viene aggredito nel parcheggio sotterraneo da alcuni uomini e portato nell'abitazione di Mansour Al-Zahrani, nella quale rievoca alcuni episodi della sua prigionia: tre anni prima in Iraq, il sergente Brody, uscito dalla cella in cui era tenuto prigioniero, veniva portato da Abu Nazir in un appartamento dotato di tutti i comfort. Dopo avergli liberato le mani e averlo lasciato libero di lavarsi e radersi, Nazir gli presentava suo figlio Issa, ordinando a Brody di insegnargli l'inglese. Con il passare del tempo il ragazzino impara la lingua e i due stringono una sorta di legame padre-figlio molto forte. Un giorno la scuola di Issa viene colpita da un missile in cui perde la vita il ragazzo insieme ad altri ottantadue bambini. Devastato dalla perdita di Issa, Brody guarda un video-messaggio del Vicepresidente statunitense Walden che dichiara che il missile era destinato a colpire Abu Nazir; che nessun bambino era rimasto ucciso e che dunque le voci diffuse al riguardo dagli iracheni erano solo propaganda terroristica. Tutto ciò fa infuriare Brody. Carrie nel frattempo, sospetta che l'Imam della moschea, luogo dell'incidente, sia a conoscenza di informazioni utili a trovare Walker. Ma l'Imam non ha alcuna intenzione di parlare, fin quando l'FBI non si assumerà la responsabilità dell'incidente avvenuto nella moschea. Avendo le mani legate, Carrie non può fare altro che aspettare, ma fortunatamente la moglie dell'Imam decide di parlare con lei e le confida che Walker si incontrava segretamente nella moschea con un diplomatico saudita, riconosciuto dalla targa dell'auto. Grazie all'informazione fornita dalla donna, la CIA identifica subito il diplomatico Mansour Al-Zahrani come l'uomo direttamente legato a Walker. Saul e Carrie cominciano quindi a tenere d'occhio l'uomo fuori la sua abitazione. Intanto, in una foresta Walker fa dei tiri di prova con il suo fucile di precisione e poco dopo si imbatte in un cacciatore con cui scambia qualche parola. L'uomo sembra riconoscerlo come l'eroe di guerra e salutandolo va via; ma mentre si allontana viene ucciso dallo stesso Walker, prima che possa avvisare le autorità. Poi nasconde il corpo sul retro del pick-up e parte a bordo dell'auto. Ripresa conoscenza nella casa di Al-Zahrani, Brody si siede davanti a un monitor e con una webcam parla con Abu Nazir. Dopo essersi sfogato riguardo la menzogna sulla morte di Tom Walker, Nazir gli ricorda il motivo per cui ha accettato in primo luogo la sua missione, ovvero la morte di Issa e le menzogne che gli USA hanno raccontato nel corso della guerra. Dopo aver concluso la conversazione, Mansour Al-Zahrani informa Brody che, se vuole continuare la missione, deve accettare l'incarico d'ufficio che a breve il Vicepresidente Walden gli proporrà. Rientrato a casa, per giustificare i segni del pestaggio subito il sergente racconta a Jessica di essere stato rapinato fuori dal supermercato. La moglie lo avverte che il Vicepresidente ha lasciato un messaggio per lui nella segreteria telefonica.
- Durata: 50 minuti
- Guest star: Chris Chalk (Tom Walker), Hrach Titizian (Danny Galvez), Jamey Sheridan (William Walden), Navid Negahban (Abu Nazir), Rohan Chand (Issa Nazir), Ramsey Faragallah (Mansour Al-Zahrani), Billy Smith (Agente speciale Hall), Sammy Sheik (Imam Rafan Gohar), Hend Ayoub (Zahira Gohar).
- Ascolti USA: telespettatori 1 350 000[13]

## Un nuovo incarico
- Titolo originale: Representative Brody
- Diretto da: Guy Ferland
- Scritto da: Henry Bromell

### Trama
Il Vicepresidente Walden si reca a casa di Brody per offrirgli il posto d'ufficio rimasto vacante in seguito allo scandalo del politico Johnson. Pur accettando immediatamente l'offerta, il sergente si riserva di parlarne con la moglie che, però, in un primo momento rifiuta questa possibilità, consapevole che il nuovo incarico politico riporterebbe la famiglia sotto l'occhio dei media, rischiando che vengano a galla le rispettive avventure. Cercando qualcosa di incriminante che possa tornare utile a farlo collaborare con la CIA, Carrie e Saul scoprono che Mansour Al-Zahrani ha dei grossi debiti e deposita ingenti somme di denaro in un conto svizzero. Inoltre, grazie a un pedinamento ravvicinato, scoprono che l'uomo è omosessuale e, con delle fotografie che lo provano, cercano di ricattarlo senza però alcun successo. Carrie allora, sfruttando l'amore che il diplomatico ha per una delle sue figlie che frequenta l'università di Yale, minaccia di farla deportare in Arabia Saudita. Per questo motivo il diplomatico cede alla collaborazione con la CIA, accettando di appendere alla finestra di casa il segnale stabilito con Walker per un loro incontro a mezzogiorno del giorno seguente, in una piazza della città. Brody si scusa con Mike per averlo picchiato e lo perdona per la storia con Jessica durante la sua prigionia. Inoltre chiede all'amico di intercedere con la moglie affinché accetti la sua candidatura al Congresso, cosa che poi si verifica. Successivamente il sergente chiama Carrie chiedendole un appuntamento a casa sua, cosa che lei immagina essere una riconciliazione. Ma l'uomo è semplicemente determinato a informare l'agente della sua prossima candidatura e che, in questa prospettiva, è necessario che nessuno venga a sapere della loro breve relazione. Il giorno del suo incontro con Tom Walker, Mansour Al-Zahrani attende l'uomo nella piazza stabilita, circondato da agenti sotto copertura diretti da Carrie. Un uomo con una valigetta in mano, apparentemente simile a Walker, si avvicina al luogo dell'incontro, ma per mancanza di conferma visiva non viene immediatamente identificato e fermato. Grazie ad alcuni dettagli, Carrie però intuisce che l'uomo non è Walker. Proprio mentre è in procinto di far evacuare l'area, Walker, nascosto in un edificio poco distante, fa esplodere la bomba all'interno della valigetta, causando numerose vittime. Carrie, ferita nell'esplosione, riceve in ospedale  la visita  di Saul, che la informa che l'uomo simile a Walker era in realtà un senzatetto usato come esca e che, alla luce dell'accaduto, sicuramente deve esserci una talpa all'interno dell'organizzazione. I due quindi guardano alla televisione l'annuncio della candidatura del sergente Brody. 
- Durata: 49 minuti
- Guest star: David Marciano (Virgil Piotrowski), Jamey Sheridan (William Walden), Ramsey Faragallah (Mansour Al-Zahrani), Chris Chalk (Tom Walker), Trent Dawson (Kyle Galyean), Remy Auberjonois (William Pritchard).
- Ascolti USA: telespettatori 1 220 000[14]

## Il giubbotto
- Titolo originale: The Vest
- Diretto da: Clark Johnson
- Scritto da: Meredith Stiehm e Chip Johannessen

### Trama
Saul si reca in ospedale per recuperare Carrie, ma la trova in condizioni di grande disagio: frenetica, agitata e su di giri. Dopo averla convinta a chiamare sua sorella Maggie, Saul apprende da quest'ultima che Carrie soffre fin da piccola di un disturbo bipolare e che l'esplosione e il conseguente shock ne hanno ingigantito i sintomi latenti. Carrie non ha mai voluto rivelare il suo problema per non compromettere il lavoro all'agenzia. Per questo è necessario che non ritorni subito al lavoro e che venga sorvegliata, in attesa che le medicine facciano effetto. Brody nel frattempo porta la famiglia a Gettysburg, con il pretesto di passare più tempo insieme prima di iniziare la campagna elettorale per il Congresso. Prima di pranzo, il sergente si allontana con una scusa dal resto della famiglia e si reca sul retro di un negozio di abiti, dove lo attende un uomo che ha realizzato per lui un giubbotto imbottito di esplosivo. Da Carrie, Saul passa la notte riordinando le carte che la donna ha sparso per la casa durante la giornata, evidenziandole con differenti colori. Appendendole sulla parete, l'uomo capisce che Carrie le ha evidenziate a seconda delle attività di Abu Nazir. Così facendo ha creato una linea temporale grazie alla quale la mattina seguente, insieme a Carrie, intuisce che c'è stato un periodo di vuoto temporale da parte del terrorista, dovuto probabilmente a un avvenimento luttuoso. Dana in auto, aprendo il bagagliaio, si imbatte accidentalmente in un pacchetto che cerca di aprire. Il pacchetto contiene il giubbotto esplosivo, ma la ragazza viene tempestivamente bloccata da Brody. Nel frattempo, nonostante il padre le sconsigli di farlo, Carrie chiama Brody, gli parla del periodo di inattività di Abu Nazir e gli chiede se questo coincida con qualcosa di personale nella vita del terrorista, visto che il sergente in quel periodo gli era vicino. Promettendole di passare da casa sua per discuterne, Brody avvisa invece il capo Dipartimento della CIA, David Estes, denunciando lo spionaggio perpetrato dalla donna nei suoi confronti e le continue molestie successive alla loro storia. Estes si presenta all'appartamento di Carrie, dove trova il materiale confidenziale appeso alla parete e ordina ai suoi uomini di rimuoverlo, suscitando la reazione isterica della donna.
- Durata: 54 minuti
- Guest star: Amy Hargreaves (Maggie Mathison), Jamey Sheridan (William Walden), Hrach Titizian (Danny Galvez), James Rebhorn (Frank Mathison), Nasser Faris (Bassel, il sarto), Charles Borland (Sanders), Benjamin Pelteson (Dottor Jeremy).
- Ascolti USA: telespettatori 1 320 000[15]

## Tiratore scelto
- Titolo originale: Marine One
- Diretto da: Michael Cuesta
- Scritto da: Alex Gansa e Howard Gordon (soggetto), Alex Gansa e Chip Johannessen (sceneggiatura)

### Trama

Brody sta per uccidersi con una bomba nel bunker quando sua figlia lo chiama al cellulare.

Durante la notte, Brody si reca nel deposito e gira un video in cui annuncia ciò che sta per fare, ovvero uccidere il Vicepresidente Walden e altri importanti membri del Congresso in nome di Abu Nazir, facendosi saltare in aria con il giubbotto esplosivo. Poi salva la registrazione su una scheda SD che nasconde in una fessura di un parco di Washington. Nel frattempo Saul va a trovare Carrie, visibilmente provata, la quale gli confessa il suo amore per Brody e lo prega di poter continuare la ricerca su Abu Nazir. Saul però non le promette nulla. Contemporaneamente, Tom Walker ancora latitante, sequestra una donna e si apposta nel suo appartamento che si affaccia sulla piazza dove sorge il Dipartimento di Stato degli Stati Uniti d'America, cominciando a preparare la sua attrezzatura per l'attentato. Intanto Brody va a pregare nel suo garage, dove entra a sorpresa la figlia Dana: a quel punto Brody è costretto a spiegarle che si è convertito all'Islam e le fa promettere di non rivelare nulla al resto della famiglia. Il mattino dopo Brody indossa il giubbotto esplosivo sotto l'uniforme, mentre dietro la porta della camera Dana intuisce che sta accadendo qualcosa di strano. Quindi arriva l'auto diplomatica per accompagnarlo al Dipartimento. Il Vicepresidente Walden, Brody, la scorta e altri importanti parlamentari arrivano al Dipartimento di Stato, stazionando all'ingresso. Tom Walker, appostato nell'appartamento della donna sequestrata, spara alcuni colpi uccidendo il consigliere capo Elizabeth Gaines e ferendo altre due guardie. Walden, Brody e gli altri politici vengono fatti correre all'interno dell'edificio, saltando i controlli al metal detector e in questo modo Brody riesce a far passare la bomba che ha addosso. Era quindi tutto un piano orchestrato tra Abu Nazir, Tom Walker e Brody. Vengono tutti condotti in un bunker di sicurezza, dove Brody cerca di far esplodere la bomba, senza però riuscirci. Si reca così nel bagno del bunker per capire cosa sia successo e scopre che alcuni cavi della bomba si erano scollegati. Li ricollega e torna nel bunker, pronto questa volta a morire e a uccidere tutti i presenti. Nel frattempo però Carrie è andata a casa di Brody, dove trova Dana e Jessica: Carrie cerca disperatamente di farsi ascoltare, sostenendo che Brody è un terrorista e che ucciderà tante persone, se qualcuno di loro non lo chiamerà sul cellulare per dissuaderlo. Jessica però chiama la polizia e fa arrestare Carrie, mentre Dana invece, spaventata dalle sue parole, chiama il padre al telefono. Brody risponde e, dopo una discussione tra i due, in lacrime le giura che non è un terrorista e che non ucciderà nessuno. Qualche ora dopo Brody torna nel parco dove ha lasciato la scheda SD il giorno prima e scopre che qualcuno l'ha trafugata. Viene inoltre contattato da Abu Nazir che gli ordina di incontrare Tom Walker e di ucciderlo, come segno di fedeltà alla loro causa, in quanto Walker è ancora grande amico di Brody. Brody accetta e uccide a sangue freddo Walker. Carrie, che nel frattempo è stata arrestata, viene rilasciata su cauzione pagata dalla sorella. Dopo essere uscita dalla centrale, decide di farsi curare sottoponendosi all'elettroshock in ospedale. Saul cerca di convincerla a non farlo, così come sua sorella, ma Carrie è determinata e spera così di poter dimenticare tutto quanto riguardo a Brody. Prima di lasciarla, Saul comunica a Carrie che si sbagliava nei confronti di Brody, ma che aveva ragione riguardo ad Abu Nazir. Ha infatti scoperto che un drone, ordinato da Walden, aveva ucciso ottantatré bambini, compreso uno dei figli del terrorista. Carrie sta per cominciare l'operazione e, dopo essere stata anestetizzata, ricorda i momenti passati durante il week-end con Brody. In uno di questi Carrie ricorda quando il sergente, dopo un incubo, si era svegliato urlando il nome Issa. Intuendo che si trattasse del nome del figlio di Abu Nazir e che quindi il sergente lo conosceva, Carrie ripete a sé stessa di non volerlo dimenticare, per poterlo riferire a Saul. Dopo poco però le viene applicato l'elettroshock.
- Durata: 84 minuti
- Guest star: Linda Purl (Elizabeth Gaines), David Marciano (Virgil Piotrowski), Jamey Sheridan (William Walden), Amy Hargreaves (Maggie Mathison), Hrach Titizian (Danny Galvez), Chris Chalk (Tom Walker), Navid Negahban (Abu Nazir), Elizabeth Franz (Isabel Samler), Larry Pine (Richard Halsted), Charles Borland (Sanders), Sebastian La Cause (Agente Kandarian).
- Ascolti USA: telespettatori 1 710 000[16]